# أميليا وارنر
أميليا وارنر (بالإنجليزية: Amelia Warner)‏ هي ملحنة ومغنية وممثلة بريطانية، ولدت في 4 يونيو 1982 في المملكة المتحدة. بدأت مشوارها المهني سنة 1998.

## أعمال

### أفلام
- (2000) الريشات[7]
- (2005) إيون فلوكس[8]
- (2017) ماري شيلي

## وصلات خارجية
- أميليا وارنر على موقع IMDb (الإنجليزية)
- أميليا وارنر على موقع ألو سيني (الفرنسية)
- أميليا وارنر على موقع ميوزك برينز (الإنجليزية)
- أميليا وارنر على موقع أول موفي (الإنجليزية)
- أميليا وارنر على موقع قاعدة بيانات الأفلام السويدية (السويدية)
- أميليا وارنر على موقع إن إن دي بي (الإنجليزية)
- أميليا وارنر على موقع ديسكوغز (الإنجليزية)
- أميليا وارنر على موقع قاعدة بيانات الفيلم (الإنجليزية)
- أميليا وارنر على موقع كينوبويسك (الروسية)